# Södra stordistriktet
Södra stordistriktet (finska: Eteläinen suurpiiri) är en administrativ enhet i Helsingfors stad, som består av fem distrikt, respektive 18 stadsdelar:
- Estnäs distrikt
  - Kronohagen
  - Gloet
  - Skatudden
- Ulrikasborgs distrikt
  - Gardesstaden
  - Rödbergen
  - Eira
  - Ulrikasborg
  - Brunnsparken
  - Munkholmen
  - Sveaborg
  - Västra holmarna
- Kampmalmens distrikt
  - Kampen
  - Främre Tölö
  - Gräsviken
  - Lappviken
  - Busholmen
- Bortre Tölö distrikt
  - Bortre Tölö
- Drumsö distrikt
  - Drumsö